# Claude Auchinleck
El Mariscal de Camp Sir Claude John Eyre Auchinleck, GCB, GCIE, CSI, DSO, OBE (21 de juny de 1884 – 23 de març de 1981), anomenat The Auk, va ser un comandant militar britànic durant la Segona Guerra Mundial. Era un militar de carrera, gran part de la qual havia tingut lloc a l'Índia, on desenvolupà un amor pel país i una gran afinitat pels soldats que comandà.

## Biografia
Els Auchinlecks eren una família d'escocesos de l'Ulster, originaris del Comtat de Fermanagh, on s'havien assentat al segle xvii. Claude Auchinleck va néixer a Aldershot (Hampshire), fill del Coronel John i de Mary Auchinleck, mentre que el regiment del seu pare estava allà estacionat. El seu pare va morir el 1892, quan Claude tenia 8 anys, creixent en circumstàncies difícils, sent capaç, gràcies al treball dur, a graduar-se a la Reial Acadèmia Militar de Sandhurst.
Auchinleck volia unir-se a l'Exèrcit Indi i, després de guanyar una posició que el qualificava per a l'ingrés als exàmens de 1903, el 1904 s'uní al 62è Regiment del Punjab. Va ser capaç d'aprendre el Panjabi ben aviat i, sent capaç de poder parlar de manera fluida amb els seus soldats, adquirí un ampli coneixement dels dialectes locals així com dels seus costums. Aquesta familiaritat va engendrar un gran respecte mutu.

### Primera Guerra Mundial
Durant la Primera Guerra Mundial, serví a l'Orient Mitjà a Egipte, Palestina i Mesopotàmia. La divisió d'Auchinleck va ser la darrera de les quatre ofertes pel govern indi i, mentre que es dirigien cap a França, van ser redestinats cap al canal de Suez per defendre'l davant d'un potencial atac turc. Quan al febrer de 1915 aquest atac finalment tingué lloc, el regiment d'Auchinleck va evitar que els turcs poguessin travessar el canal, i ell dirigí un contraatac que els derrotà. Els turcs es rendiren posteriorment.
La 6a Divisió Índia, de la qual el 52è Panjabi en formava part, desembarcà a Basra el 31 de desembre de 1915 per participar en la campanya de Mesopotàmia. A inicis de 1916, Auchinleck va ser promogut a Major en funcions i fet el segon al comandament del regiment. Al nord de Basra, els panjabis van entrar en acció en unes condicions horroroses: el fred, la pluja i el fang, a més d'una determinada defensa turca van reduir el regiment a 247 homes, i Auchinleck va haver de prendre temporalment el comandament quan el seu comandant regimental va resultar ferit. Van seguir les dures lluites, amb l'exèrcit turc humiliant als britànics. Auchinleck va ser Mencionat als Despatxos i rebé l'Orde del Servei Distingit el 1917 pel seu servei a Mesopotàmia.
De les seves experiències a Mesopotàmia, Auchinleck en pogué treure diverses lliçons: en primer lloc, la salut i el benestar dels soldats era crítica per a l'efectivitat d'un exèrcit, i quedà convençut de la necessitat del descans adequat, la higiene, el bon menjar i el subministrament mèdic per a les tropes. En segon lloc, observà la futilitat dels atacs poc preparats contra objectius ben defensats, fent-lo prudent a llançar accions precipitades que provenien dels seus superiors polítics i militars.

### Període d'entreguerres
Durant el període d'entreguerres, Auchinleck serví a l'Índia. Va exercir tant d'estudiant com d'instructor a l'Acadèmia d'Estat Major de Quetta, i a l'Acadèmia Imperial de Defensa. El 1929 va ser nomenat per comandar el 1r Regiment del Punjab. El 1933, prengué el comandament de la Brigada Peshawar, que actuà en la pacificació de les zones tribals adjacents. Una operació seriosa a la zona del Mohmand el 1935 comportà l'ús dels tancs a l'Índia per primer cop. Auchinleck tornà a ser Mencionat als Despatxos i va ser fet Company dels ordes de l'Estrella de l'Índia i del Bany per la seva direcció de l'operació.
El 1938, el Major General Auchinleck va ser nomenat per presidir un comitè per considerar la modernització, composició i re-equipació de l'Exèrcit Britànic Indi. Les recomanacions del comitè formaren la base de l'informe Chatfield que dibuixà la transformació de l'Exèrcit Indi, que passà de 183.000 homes el 1939 a 2.250.000 el 1945.

### Segona Guerra Mundial

#### Noruega
Amb l'esclat de la guerra, Auchinleck va ser nomenat comandant de la 3a Divisió d'Infanteria Índia, però el gener de 1940 va ser cridat al Regne Unit per comandar el IV Cos, sent l'única vegada en tota la guerra que un oficial de l'exèrcit indi comandava tot un cos britànic. Al maig de 1940, Auchinleck va prendre el comandament del contingent anglo-francès a Noruega, una operació condemnada a fracassar. Després de la caiguda de Noruega al juliol, serví breument com a comandant del V Cos abans de ser nomenat Comandant en Cap del Comandament del Sud, on tingué una relació difícil amb el nou comandant del V Cos, Bernard Montgomery. Montgomery després escriuria que "al V Cos vaig servir a les ordres de Auchinleck per primera vegada... No puc recordar cap ocasió en què estiguéssim d'acord en res". El gener de 1941, Auchinleck tornà a l'Índia per esdevenir Comandant en Cap de l'Exèrcit Indi.

#### Índia 1941-42
Quan a l'abril de 1941 la gran base aèria britànica a Habbaniya (Iraq) va ser amenaçada pel nou règim pro-Eix de Rashid Ali, el General Archibald Wavell, comandant de l'Orient Mitjà, expressà els seus dubtes a intervenir, tot i les urgències de Winston Churchill. Auchinleck, això no obstant, actuà amb decisió, enviant un batalló del Regiment King's Own Royal per aire fins a Habbaniya i enviant per mar a la 10a Divisió d'Infanteria Índia fins a Basra. Wavell finalment va enviar una columna de relleu des del Mandat Britànic de Palestina, però per quan arribaren a Habbaniya el 18 de maig, la Guerra Angloiraquiana ja havia acabat virtualment.

#### Nord d'Àfrica
Després dels estira-i-arronsa tant dels Aliats com de l'Eix al nord d'Àfrica, Auchinleck va ser nomenat per succeir al General Sir Archibald Wavell com a Comandant en Cap del Comandament de l'Orient Mitjà al juliol de 1941. Com que, a més, Auchinleck era Comandant en Cap de l'Exèrcit Indi, simultanejà ambdós càrrecs.
La base del General Auchinleck estava al Caire, amb responsabilitats al nord d'Àfrica, Pèrsia i l'Orient Mitjà; el Vuitè Exèrcit s'enfrontava simultàniament a l'Afrika Korps alemany i a l'Exèrcit italià, sent comandat de manera successiva pels Tinents Grals Sir Alan Cunningham i Neil Ritchie. La primera gran ofensiva del 8è Exèrcit després del nomenament d'Auchinleck, l'Operació Crusader tingué lloc al novembre de 1941, resultant en la desfeta de molts blindats britànics i la caiguda de Cunningham. Auchinleck rellevà a Cunningham i ordenà que continués la batalla. Malgrat el gran nombre de baixes, el Vuitè Exèrcit va fer retrocedir a les tropes de l'Eix fins a El Agheila. Auchinleck llavors nomenà a Ritchie per comandar al Vuitè Exèrcit.
Aunchinleck cregué que l'enemic havia estat derrotat, i el 12 de gener de 1942 va escriure que les forces de l'Eix estaven sent durament pressionades. De fet, l'Afrika Korps havia estat reforçat, i pocs dies després de l'optimista apreciació d'Auchinleck, va contraatacar sobre les tropes britàniques dispersades i afeblides, fent-les retrocedir fins a les posicions a Gazala prop de Tobruk. El Cap de l'Estat Major Imperial General, Alan Brooke, va escriure al seu diari que Auchinleck només havia ofert un mal generalat. L'atac de Rommel a Gazala el 25 de maig de 1942 resultà en una significativa desfeta pels britànics. Un cop més, les apreciacions d'Auchinleck sobre la situació van ser errònies (creia que les tropes de l'Eix atacarien al centre de la línia britànica, mentre que Rommel la flanquejà pel sud). El 8è Exèrcit es retirà cap a Egipte, i Tobruk va caure el 21 de juny.
Un cop més, Auchinleck hagué de prendre el comandament del 8è Exèrcit, després de perdre la confiança en la capacitat de Ritchie per controlar i dirigir les seves tropes. Auchinleck descartà el pla de Ritchie per mantenir-se a Mersa Matruj, decidint portar a terme només una acció de retard, mentre que es retiraven a la posició més oriental d'El Alamein, més fàcilment defensable. Allà, Auchinleck disposà una defensa que aprofitava els avantatges del terreny i les tropes de refresc de les que disposava; detenint l'avanç italo-alemany a la Primera Batalla d'El Alamein. Gaudint d'una considerable superioritat en homes i material respecte a l'Eix, Auchinleck muntà una sèrie de contraatacs, però que pobrament concebuts i mal coordinats, van aconseguir ben poc.
"The Auk" (l'Àlcid, en català), com era conegut, nomenà a diversos comandants superiors que es demostraren invàlids per a les seves posicions, i els arranjaments de comandament sovint es caracteritzaren per amargues topades de personalitat. Auchinleck era un oficial de l'exèrcit indi, i era criticat perquè aparentment tenia poca experiència directa o comprensió en les tropes britàniques o dels Dominis. El seu controvertit cap d'operacions, Major-General Dorman-Smith, va ser vist amb disgust per molts comandants superiors del 8è Exèrcit. El juliol del 1942, Auchinleck ja havia perdut la confiança dels comandants dels Dominis, i les relacions amb els comandants britànics també eren difícils.
Igual que al seu adversari Rommel (i com també els succeí al seu predecessor Wavell i al seu successor Montgomery), Auchinleck va estar subjecte a interferències polítiques de manera constant, rebent un munt de telegrames i instruccions de Churchill des de finals de 1941 i la primavera i l'estiu de 1942. Churchill li demanava contínuament que passés a l'ofensiva, i estava abatut per les derrotes a Egipte i Cirenaica. Churchill volia alguna victòria britànica abans que els Aliats desembarquessin al nord d'Àfrica (Operació Torxa), programada pel novembre de 1942. Churchill i Sir Alan Brooke, Cap de l'Estat Major General Imperial, van viatjar fins a Caire a l'agost de 1942 per trobar-se amb Auchinleck, tot i que ja havien perdut completament la confiança en ell.
Va ser substituït com a Comandant en Cap del Comandament de l'Orient Mitjà pel General Sir Harold Alexander, i com a Comandant del 8è Exèrcit pel Tinent General William Gott, que va morir a Egipte abans de prendre el comandament; substituint-lo el tinent general Bernard Montgomery.

#### Índia
Churchill oferí a Auchinleck que es fes càrrec del Comandament de Pèrsia i Iraq, de nova creació i sostret del comandament d'Alexander, però Auchinleck declinà el càrrec, ja que creia que separar la regió del comandament de l'Orient Mitjà no seria una bona política, així com que els nous arranjaments no funcionarien. Exposà tots els seus raonaments en una carta enviada al General Brooke amb data 14 d'agost de 1942. El càrrec va ser acceptat pel General Sir Henry Maitland Wilson, i Auchinleck se'n tornà a l'Índia, on passà un any sense destí abans que el 1943 tornés a ser nomenat Comandant en Cap de l'Exèrcit Indi. Mentrestant, el General Wavell havia estat nomenat Virrei. Encara que el comandament de l'Índia va acabar esdevenint un nomenament en rereguarda per donar suport a la campanya de Birmània, responsabilitat del Comandant Suprem del Sud-est Asiàtic, Almirall Lluís Mountbatten; però Auchinleck tingué un paper important, convertint el subministrament del Catorzè Exèrcit, amb probablement les pitjors línies de comunicació de tota la guerra, en la seva prioritat immediata, arribant al punt en què William Slim, comandant del Catorzè Exèrcit, després escriuria que"Per a nosaltres va ser un bon dia quan ell (Auchinleck) va prendre el comandament de l'Índia, la nostra base principal, on reclutàvem i entrenàvem les nostres tropes. El Catorzè Exèrcit, des del seu naixement fins a la victòria final, va deure molt del seu suport i de la seva total comprensió. Sense ell i el que l'Exèrcit de l'Índia van fer, mai no hauríem pogut existir".
Auchinleck continuà al càrrec després del final de la guerra, sent promogut a Mariscal de Camp al juny de 1946.

### Després de la guerra

Auchinleck (dreta) com a Comandant de l'Exèrcit Indi, amb el Virrei Wavell i Montgomery.

Totalment en contra a les seves pròpies conviccions, Auchinleck col·laborà en la preparació pels futurs exèrcits indi i pakistanès, abans de la Partició programada per a agost de 1947. El novembre de 1947, Auchinleck va ser forçat a commutar la sentència de desterrament perpetu a la que havien estat condemnats 3 oficials de l'Exèrcit Nacional Indi davant de la creixent tensió a la població. El 1946 va ser promogut a Mariscal de Camp, però rebutjà acceptar un títol, ja que el considerava associat amb una política (com la de la Partició) que ell considerava deshonorable. Després de profundes discrepàncies amb Lord Mountbatten, dimití com a Comandant en Cap de l'Exèrcit i es retirà el 1947. El 1948, sir Claude tornà al Regne Unit sol, ja que la seva dona l'havia deixat pel Mariscal en Cap de l'Aire Sir Richard Peirse el 1946.
Tot i la seva duresa de caràcter, era conegut com un amfitrió generos. Tot i haver estat general gairebé més temps que cap altre soldat, no va ser mai pompós, i odiava qualsevol forma d'afectació. Per damunt de tot, era un soldat íntegre, la reputació del qual augmentà durant els anys. Durant el seu retir es mudà a Marràqueix, on va viure en un modest apartament durant anys, esmorzant al La Rennaisance Café, on era conegut simplement com le marechal. Va morir el 23 de març de 1981, als 96 anys, i va ser enterrat al Cementiri Europeu Ben M'Sik de Casablanca.

## Sumari de la carrera a l'Exèrcit
- Comissionat al 6è Regiment del Punjab, Índia, 1904
- Promogut a Capità, 1912
- Promogut a Major en funcions, segon al comandament del 62è Regiment del Punjab, 1916
- Actua com a Tinent-Coronel, comandant temporal del 62è Regiment del Punjab, 1917
- Promogut a Major, GSO2 Mesopotàmia, 1918
- Tinent Coronel Temporal, GSO1 Mesopotàmia, 1919
- Tinent Coronel en funcions, Kurdistan, 1919
- Vice-adjunt al Comandant General, Índia, 1923 - 1924
- Acadèmia de la Defensa Imperial, 1927
- Comandant del 1r Batalló 1r Regiment del Punjab, 1929 - 1930
- Promogut a Coronel, 1930
- Instructor a l'Acadèmia de Comandament i Estat Major, Quetta, Índia, 1930 - 1933
- Coronel Honorífic del 1r batalló del 1r Regiment del Punjab, 1933
- Brigadier Temporal, Comandant de la Brigada Peshawar, 1933 - 1936
- Promogut a Major-General, 1935
- 2n del Cap de l'Estat Major General, Índia, 1936 - 1938
- President del Comitè d'Experts de la Defensa de l'Índia, 1938
- Comandant del Districte de Meerut, Índia, 1938 - 1940
- Coronel Honorífic del 1r batalló 4t de Granaders de Bombay, 1939
- Comandant del IV Cos, 1940
- Promogut a Tinent-General, 1940
- Comandant del contingent anglo-francès a Noruega, 1940
- Comandant del V Cos, 1940
- Comandant del Comandament Sud, 1940
- Comandant en Cap, Índia, promogut a General, 1941
- Coronel Honorífic dels Fusellers de Inniskilling, 1941
- Comandant en Cap, Comandament de l'Orient Mitjà, 1941 - 1942
- Aide-de-Camp General del Rei, 1941 - 1946
- Comandant interí del Vuitè Exèrcit, 1942
- Comandant en Cap, Índia, 1943 - 1947
- Coronel Honorífic del 4t de Granaders de Bombay, 1944
- Promogut a Mariscal de Camp, 1946
- Comandant Suprem a l'Índia i Pakistan, 1947
- Retir 1947

## Condecoracions
Gran Creu de l'Orde del Bany (gener de 1945)
 Gran Comandant de l'Orde de l'Imperi Indi (Desembre de 1940)
 Company de l'Orde de l'Estrella de l'Índia (Maig de 1936)
 Orde del Servei Distingit (Juny de 1917)
 Oficial de l'Orde de l'Imperi Britànic (Juny de 1919)
 Menció als Despatxos (1917 & 1934)
 Estrella de 1914-15
 Medalla Britànica de la Guerra 1914-20
 Medalla de la Victòria 1914-1918
 Estrella de 1939-45
 Estrella d'Àfrica
 Estrella de Birmània
 Cap Comandant de la Legió del Mèrit (Estats Units) (23 de juliol de 1948)
 Orde Virtuti Militari de 5a classe (Polònia) (15 de maig de 1942)
 Gran Creu de Cavaller del Reial Orde Noruec de Sant Olaf (19 de març de 1948)
 Orde del Núvol i la Bandera de 1a Classe (Xina) (1947)
 Gran Oficial de la Legió d'Honor (França)
 Creu de Guerra 1914-1918 (França)
 Creu de Guerra 1939-1945 (França)
 Creu Militar (Txecoslovàquia) (1943)
 Creu de Guerra (Txecoslovàquia) (1944)
 Orde de l'Estrella del Nepal, 1a Classe (1945)